# Forcarei

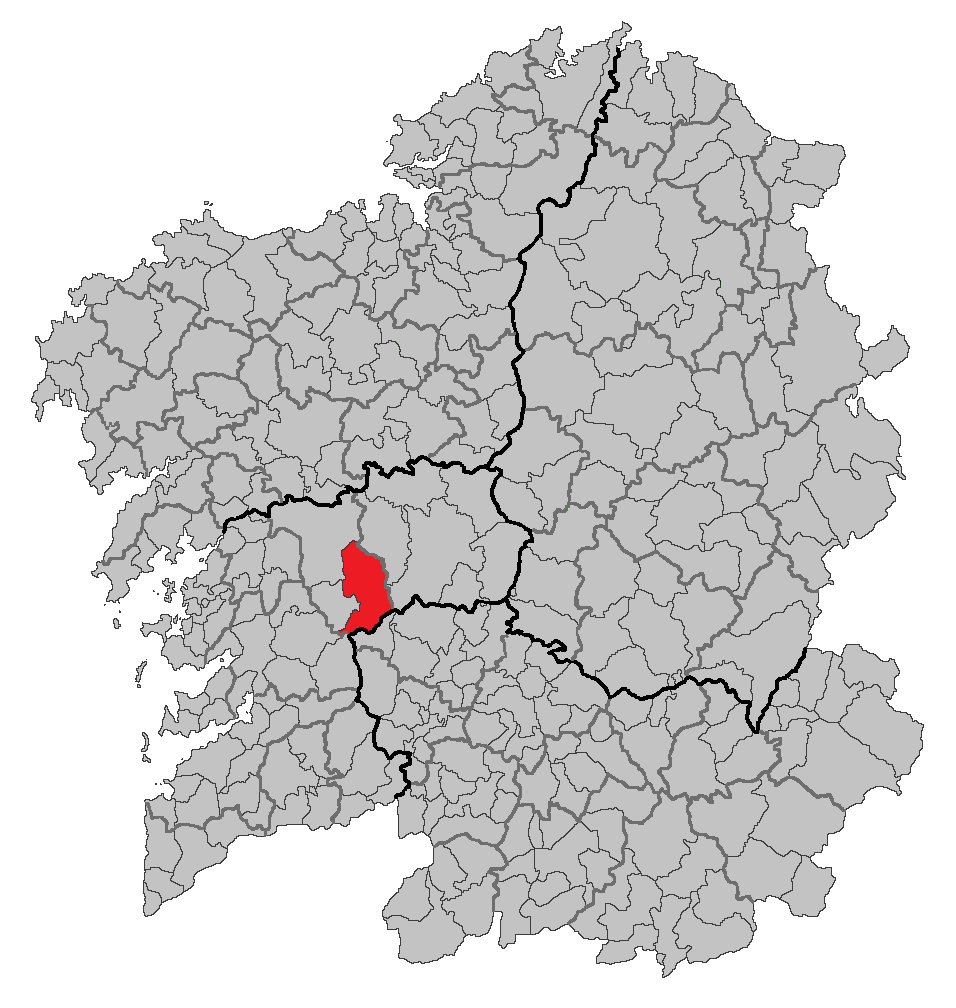
Forcarei, Pontevedra, Galizia

Forcarei è un comune spagnolo di 4 801 abitanti situato nella comunità autonoma della Galizia.